# Down To Street Remake
『Down To Street Remake』（ダウン・トゥ・ストリート・リメイク）は、ゴスペラーズのインディーズ時代のミニアルバムのデジタルリメイク盤。2005年2月25日に発売された。販売元はファイルレコード。

## 概要
- 1994年8月15日に発売された『Down To Street』をリメイクした製品で、主にストリングスの演奏が追加されている。
- オリジナル盤とは曲順が反対になり、一曲目にイントロが収録された。
- レギュラーラジオ『SOUL CONNECTION』で、安岡優が「これ、ライブでお客として見たいね」と言う程、メンバーはリメイク盤を気に入っている。

## 収録曲
1. INTRO (SE) （0:29）
新たに収録されたトラック。
2. いとしくて （2:39）
  - Lyrics&Music: Hideyuki Uchigasaki

元はアカペラ曲だったが、ストリングスが追加されている。
3. Promise （4:57）
  - Lyrics: Seiko Kondoh/Music: Mitsuhiro Suzuki

ストリングスアレンジになっている。
4. City Beat （2:56）
  - Lyrics&Music: Hideyuki Uchigasaki
5. Something in my soul （3:57）
  - Lyrics: Eriko Kyo/Music: Tetsuya Murakami

サックスやトランペットの追加他、コーラスのボイスアレンジも変更されている。
6. Gospellers' Theme （2:16）
  - Lyrics&Music: Tetsuya Murakami

曲の終わりがオリジナルとは違う。